# Tsulthrim Yonten
Tsulthrim Yonten foi um Desi Druk do Reino do Butão, reinou apenas em 1864. Reinou ao mesmo tempo que Tshewang Sithub e Kagyu Wangchuk.